# Juan Gualberto Guevara
Juan Gualberto Guevara y Cuba (12 de julho de 1882 - 27 de novembro de 1954) foi um cardeal da Igreja Católica peruano, criado em 18 de fevereiro de 1946, como Cardeal-presbítero pelo Papa Pio XII. Ele foi arcebispo de Trujillo e de Lima. Ele foi o primeiro cardeal do Peru.

## Biografia

### Início da vida e educação
Ele nasceu em Villa de Vitor na Arquidiocese de Arequipa. Foi educado no Seminário de San Jerónimo, em Arequipa e na Universidade de San Agustin . Graduado em 1912 com um diploma de bacharel em artes. Finalmente foi para a Pontifícia Universidade Gregoriana em Roma, onde em 1922 ele obteve um doutorado em direito canônico.

### Sacerdócio
Ele foi ordenado em 2 de junho de 1906 em Arequipa. Trabalhou como pároco de 1906 a 1910 em Arica, atualmente no Chile. Ele foi expulso pelo governo chileno quando reivindicou a província de que ele estava trabalhando. Tornou-se vice-reitor do Seminário de Arequipa, em 1910, onde permaneceu por dez anos até 1920. Ele foi nomeado sacristão da catedral de Arequipa, entre 1916 e 1920. Ele trabalhou como membro da equipe de El Deber, o jornal mais antigo do sul do Peru, de 1916 a 1940, e seu diretor de 1928 a 1940.

### Episcopado
Guevara foi nomeado bispo de Trujillo pelo papa Pio XII em 15 de dezembro de 1940. Quando a diocese de Trujillo foi elevada a arquidiocese, ele se tornou seu primeiro arcebispo em 23 de maio de 1943. Nomeado Vigário Militar do Peru em 13 de janeiro de 1945 e reteve esse posto até a sua morte. Foi transferido para a Sé Metropolitana de Lima em 16 de dezembro de 1945.

### Cardinalato
O Papa Pio XII criou-o cardeal-presbítero de Santo Eusébio no consistório de 18 de fevereiro de 1946. Foi assim o primeiro cardeal peruano já criado. 
Morreu em 1954 de câncer em Lima e foi enterrado na catedral metropolitana de Lima.

## Curiosidades
Guevara certa vez disse a várias mães de participantes de desfiles de roupas de banho que tal desfile seria contrário à religião e à modéstia.